# Sicyos microphyllus
Sicyos microphyllus là một loài thực vật có hoa trong họ Cucurbitaceae. Loài này được Kunth miêu tả khoa học đầu tiên năm 1817.